# ゲインズミルの戦い
ゲインズミルの戦い（ゲインズミルのたたかい、英:Battle of Gaines' Mill、または第一次コールドハーバーの戦い、英:First Battle of Cold Harbor、あるいはチカホミニー川の戦い、英:Battle of Chickahominy River）は、南北戦争序盤の1862年6月27日、バージニア州ハノーバー郡で、七日間の戦いの3つめの戦いとして起こった戦闘である。南軍のロバート・E・リー将軍はチカホミニー川の北、ボースン湿地の背後に強固な防御線を布いた北軍フィッツ・ジョン・ポーター准将の第5軍団に対する攻撃を再開した。
薄暮頃、南軍は遂に協働攻撃を掛け、ポーターの前線を突破しその兵士達を川の方向に追い込んだ。北軍は夜の間に川を越えて撤退した。ゲインズミルでの敗北により、北軍ポトマック軍の指揮官ジョージ・マクレラン少将はリッチモンドに向けての前進を中止し、ジェームズ川まで引き返し始める決断をした。この戦いで1862年の南軍にとってリッチモンドが救われた。この戦いは1864年のコールドハーバーの戦いとほぼ同じ場所で起こり、同じくらい大きな総損失を出させた。

## 背景
マクレランのポトマック軍はアメリカ連合国の首都リッチモンドまで数マイルまで迫り、1862年5月遅くに行われたセブンパインズの戦い後立ち往生していた。6月25日にオークグラブの小さな戦いにおける北軍の攻撃で七日間の戦いは始まったが、最初の大きな戦闘は、翌日リーがビーバーダム・クリークの戦い（あるいはメカニクスビルの戦い）でマクレラン軍に対する大規模攻撃を掛けたときに始まった。リーがチカホミニー川北にいたポーターの第5軍団を攻撃する一方で、北軍の大半はあまり抵抗のない川の南岸にいた。翌朝までに、ポーター軍団はその前線を壊して川の北で東西に突出した形となり、他の4個軍団は南岸の当初の位置に留まったままで、全体に半円状に結集した。ポーターはマクレランから、軍隊の補給基地をジェームズ川に変えられるように、如何なる犠牲を払ってもゲインズミルを死守するよう命令を受けていた。マクレランの部下達幾人かが南岸で南軍ジョン・B・マグルーダー少将の師団を攻撃するよう奨めたが、マクレランは自軍の前の敵軍が勢力で勝っていると信じ込まされており、実際にははるかに勝っていた自軍を利用することを拒否した。

## 戦闘
6月27日、リーはその攻勢を続け、6個師団約57,000名というこの戦争の南軍としては最大の攻撃を仕掛けた。A・P・ヒル少将が早朝にビーバーダム・クリークを越えて攻撃を再開したが、防御線は守りが軽いことを見付けた。東に進んでゲインズミルに近付くと、マクシー・グレッグ准将が指揮するその先導旅団は第9マサチューセッツ歩兵連隊による激しい抵抗で止められた。午後早くまでに、ヒル隊はポーター軍団の強い抵抗にあってボースン・クリークに沿って配陣したが、湿地の多い地勢が攻撃の大きな妨げだった。グレッグ、ドーシー・ペンダー、ジョセフ・R・アンダーソンおよびローレンス・オブライアン・ブランチ各准将の旅団による攻撃もほとんど進展は無かった。ジェイムズ・ロングストリート少将の部隊がヒル隊の南に到着したが、そのような地形で攻撃する難しさを見て取り、ストーンウォール・ジャクソン少将の部隊がヒル隊の左翼で攻撃できるようになるまで攻撃を遅らせた。

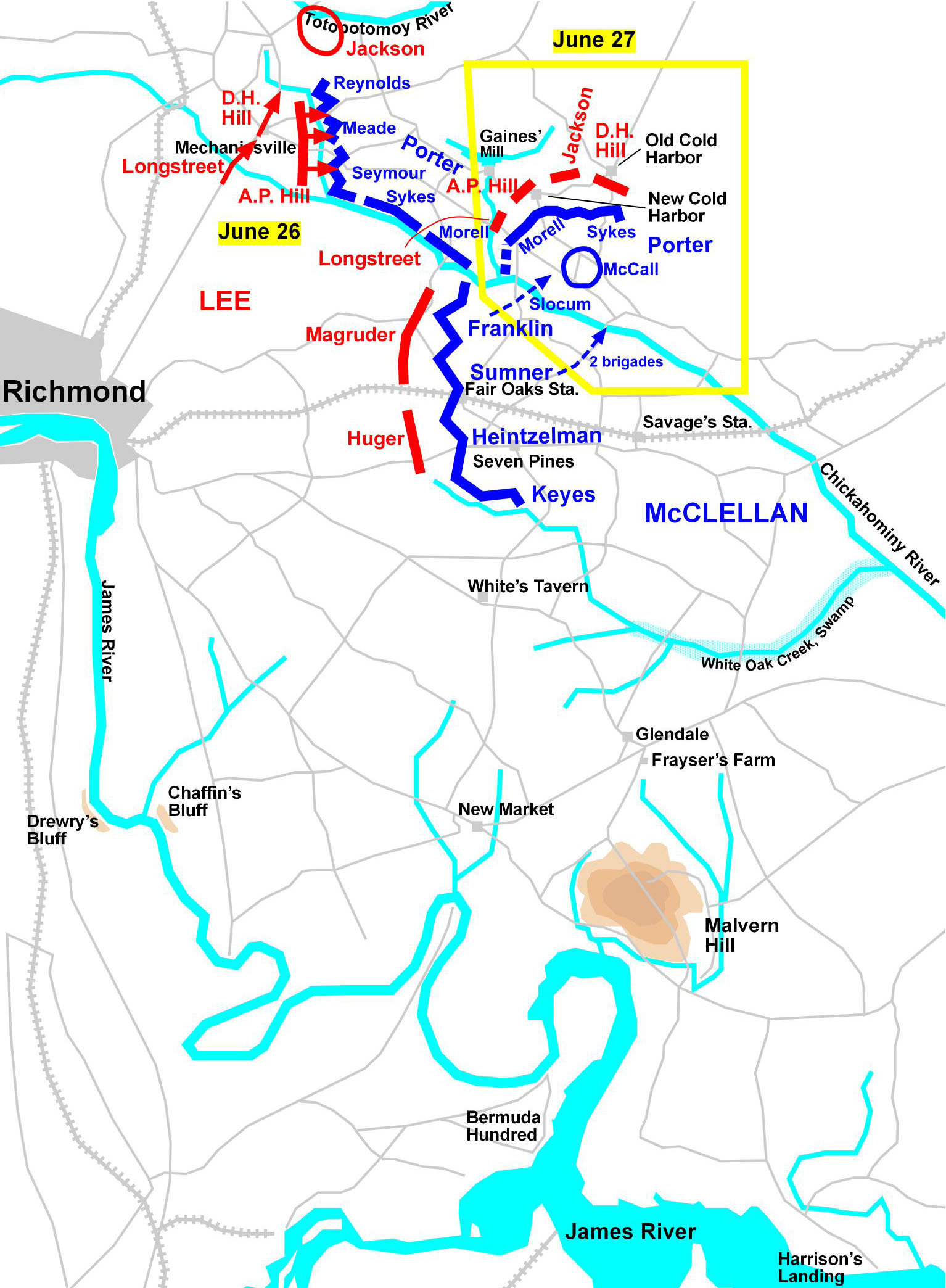
七日間の戦い、1862年6月26日-6月27日

しかし、七日間の戦いで2度目となるジャクソン隊の遅れが発生した。D・H・ヒル少将が北軍の右手を攻撃し、ジョージ・サイクス准将の師団に抑えられた。ヒルもジャクソンの到着を待つために後退した。ロングストリートはジャクソン隊が到着し北から攻撃するまで前線を安定させるために陽動攻撃を行うよう命令された。ロングストリートの攻撃では、ジョージ・ピケット准将の旅団が正面攻撃を試み、激しい砲火に遭って大きな損失を出し撃退された。午後3時にジャクソン隊がやっとD・H・ヒルの陣地まで到着したが、1日の掴み所のない行軍と反転で完全に混乱していた。ジャクソンはロングストリートの攻撃が進行中だと思い、同士討ちを避けるために自隊とヒル隊の発砲を止めさせた。ジャクソンはリーからの伝言を受け取った午後4時半に攻撃を始めた。
ポーターの戦線はヘンリー・W・スローカムの師団がその防御を支える陣地に動くことで救われた。日没後間もなく、南軍は再度攻撃を掛け、連携がお粗末であったのに今度は北軍の戦列を崩壊させた。ジョン・ベル・フッド准将のテキサス旅団が、ピケット旅団がその日2回目の攻撃でやろうとして未完に終わった北軍戦列に間隙を作ることを成し遂げた。トマス・ミーガーとウィリアム・H・フレンチ各准将の旅団が到着したが遅きに失し、退却するポーター軍団の後衛を務めたに過ぎなかった。チャールズ・J・ホワイティング大尉の第5アメリカ騎兵隊の1個大隊が大きな損失を受け降伏を強いられた。6月28日午前4時までにポーターはチカホミニー川を越えて撤退し、その後で橋を焼いた。
この2日目に、マグルーダー隊は川の南で小さな陽動攻撃を続けることで、マクレラン軍を欺し続けることができた。北岸で激しい戦闘が起こっている間も6万名の北軍を動けなくしていた。

## 戦いの後
ゲインズミルの戦いは激しい戦闘であり、七日間の戦いの中でも最大となり、半島方面作戦の中で唯一はっきりとした南軍の戦術的勝利となった。北軍の損失は、投入兵力34,214名のうち、6,837名（戦死894名、負傷3,107名、不明または捕虜2,836名）となった。南軍は投入兵力57,018のうち、損失7,993名（戦死1,483名、負傷6,402名、不明または捕虜108名）となった。南軍の攻撃が北軍のほんの一部（第5軍団、北軍の5分の1）に対して行われたので、南軍は全体に比較的良い形で戦闘を遂行できた。リーとしてはこの戦争で初めての勝利であったが、ストーンウォール・ジャクソンの事故が無ければもっと完璧に勝っていたことだろう。歴史家のスティーブン・W・シアーズは、ジャクソンの方向を誤った行軍やその参謀のお粗末な行動もあったが、リーが午後7時に掛けさせた主攻撃があと3,4時間早く起こっていればと仮説をたてた。そうすれば、最後の瞬間の補強や闇の訪れも無く、ポーター軍団はかなり危険な状態になったはずだった。南軍の著名な砲兵士官で戦後歴史家になったエドワード・ポーター・アレクサンダーが「ジャクソンが到着して直ぐ、あるいはA・P・ヒルの攻撃中に攻撃しておれば、我々は比較的容易に勝利したことだろう。さらにポーターの部隊の大半を捕獲できたことだろう。」という発言を引用した。
しかし、マクレランは既にその補給基地をジェームズ川に移すことを考えていたが、この敗北で狼狽し、大慌てでリッチモンドへの前進を中止し、全軍をジェームズ川に撤退させた。ゲインズミルの戦いとチカホミニー川を越えての北軍の撤退は南軍の心理的勝利となり、リッチモンドの危機は去った。